# 六兵衛
六兵衛（ろくべえ）は長崎県島原半島周辺と対馬に伝わる麺料理である。島原地方では基本的に「六兵衛」と漢字で表記するが、対馬では「ろくべえ」とひらがなで表記される事が多い。対馬では古くは「せんじる」と呼ばれていたという。

## 概要
サツマイモを主原料とする麺料理で、魚介や地鶏などでダシを取った澄まし汁に入れて食する。黒っぽい麺とプルプルした食感、サツマイモ由来のほのかな甘さが特色で、この黒っぽい色はサツマイモに含まれる色素によるものだという。また、麺を作る際に「六兵衛突き」（「六兵衛おろし」、対馬では「ろくべえせぎ」とも。穴の開いた鉄板の付いた板で、羽子板を大きくしたような形をしている）から押し出して麺を作る、日本では珍しい「押し出し麺」であるのも特徴といえる。
六兵衛は島原半島と対馬で郷土料理として食されており、両地域で外見や製法も類似している。しかし両地域は現在でこそ同一の県内であるが、江戸時代以前は肥前国と対馬国に分かれており、また地理的にも大きく離れたこの2つの地域に、なぜ同じ名前の類似した郷土料理が存在するのかは、現在でも不明である。
両者では材料や製法に少し違いがあるが、大まかな製法としてはサツマイモから作った粉に水や湯を加えて耳朶程度の固さになるまでこね（こねた生地を丸めて一度茹でることもある）、湯を沸かした釜の上で六兵衛突きに生地を押し付けて麺を押し出し、茹で上がった麺をつゆに入れれば完成である。長い麺を作るのは（主な原材料がサツマイモであることも関係し）製法の関係上難しいが、熟練者になると比較的長い麺を作ることが可能であるという。

## 島原地方の「六兵衛」
島原では干したサツマイモを粉にしたものを麺の材料として用い、つなぎに山芋を使う。かつて島原半島や近接した諫早地方では、サツマイモが主食作物として非常に重要であった。秋に収穫したサツマイモは民家の床下に設けた貯蔵庫の中に籾殻で防寒して保存し、これを適宜切って粟や大麦、米とともに炊飯して主食としたが、そのほかに細かく切ったサツマイモを干し芋（そのまま食べられる蒸してから干したものではなく、生のまま乾燥したもの）にし、これを製粉して年間を通じての保存食とした。
以前はワラスボ（方言で、すぼたろうともいう）の干物でだしを取り、醤油で味付けしたつゆが使われていたが、現在では鰹節や昆布が使われることが多いという。
島原地方では名称の由来として、江戸時代に島原を飢饉が襲った際、深江村の名主を務めていた六兵衛が保存食のサツマイモ粉を食べる方法として考案したためにこの名前が付いたと言われている。

## 対馬の「ろくべえ」
対馬では原材料にサツマイモのデンプンを取り出して乾燥させた「せん」という保存食を用いる。せんは一般的に丸めて乾燥させた形で保存されており、料理に用いる際には粉にしてから用いる。旧称の「せんじる」とはせんで作った麺を汁に入れて食べる料理という意味である。
対馬のろくべえにはつなぎは用いない。ダシには対馬の地鶏やシイタケ、メジナなどが用いられる。

## 参考資料
- 豊田謙二監修 『九州宝御膳物語 おいしい郷土料理大事典』、西日本新聞社、2006年
- 長美咲 (2012年2月10日). “サツマイモが原料の対馬の郷土料理”.   農畜産業振興機構. 2013年7月9日閲覧。
- “語り継ぎたい食文化を訪ねて…〈第14回〉ろくべえ”. 「ふれあい」2013年6月号.   全国農協観光協会. 2013年7月9日閲覧。